# Klooster Gračanica

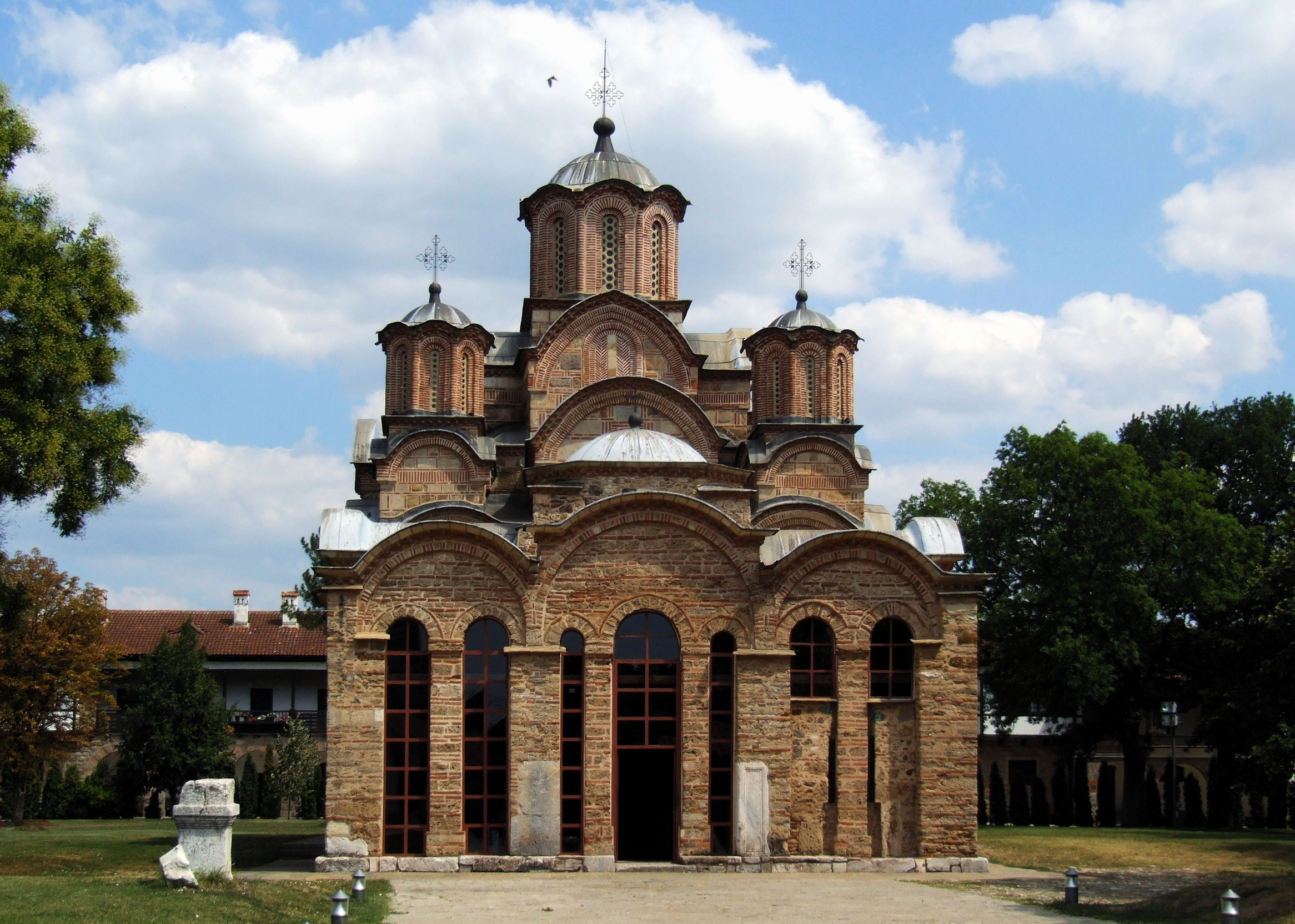
Klooster Gračanica

Het Klooster Gračanica (Servisch: Манастир Грачаница Manastir Gračanica; Albanees: Manastiri i Graçanicës) is een Servisch-orthodox klooster gelegen in Kosovo. De Servische enclave Gračanica is om het klooster heen gebouwd, en het ligt op enkele kilometers afstand van Pristina. Het klooster werd gesticht door koning Stefan Uroš II Milutin in 1321. Van het oorspronkelijk gebouw heeft enkel de kerk het overleefd. De Narthex en de toren zijn enkele decennia later gebouwd.
In 1999, na de Kosovo oorlog verhuisde de bisschop van Raška en Prizren, Artemije, zijn zetel van Prizren naar het klooster.
Tijdens ernstige anti-Servische rellen in 2004 waaraan 60.000 Albanese Kosovaren deelnamen, in een aantal gevallen actief geholpen door de Kosovaarse politie, werden meer dan 30 orthodoxe kerken en kloosters verwoest. Het Gračanica-klooster ontsprong de dans waarschijnlijk omdat het klooster in een Servische enclave ligt. Vanaf dat moment stond het Gračanica-klooster echter onder permanente bewaking van KFOR. In 2010 besloot de NAVO om de bescherming op te heffen.
Op 13 juli 2006 werd het op de Werelderfgoedlijst van UNESCO gezet onder de naam Middeleeuwse monumenten in Kosovo.

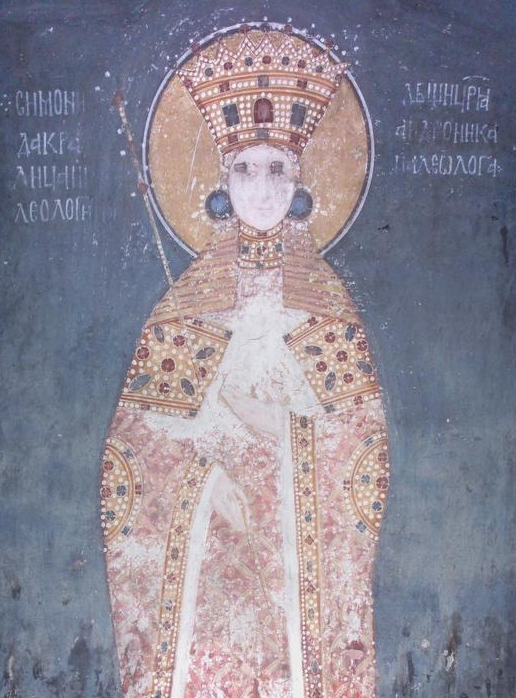
Fresco van koningin Simonida van Servië, vrouw van koning Milutin